# Septocyta visci-britannica
Septocyta visci-britannica är en svampart som beskrevs av Punith. & Spooner 2002. Septocyta visci-britannica ingår i släktet Septocyta, divisionen sporsäcksvampar och riket svampar.   Inga underarter finns listade i Catalogue of Life.